# Brigitte Bako
Pour les articles homonymes, voir Bako.
Brigitte Bako est une actrice canadienne née le 15 mai 1967 à Montréal.

## Biographie
Brigitte Bako a été élevée à Montréal, Québec, de parents juifs. Sa mère est une survivante de l’Holocauste. Elle s’est formée avec Les Grands Ballets canadiens de Montréal et a joué avec la Canadian National Shakespeare Company.
Elle a joué dans des productions hollywoodiennes, de nombreux films canadiens et des films réalisés au Canada par des producteurs américains. La première percée majeure de Brigitte Bako a été dans New York Stories de Martin Scorsese. Elle a partagé la vedette avec David Duchovny et Billy Wirth dans Red Shoe Diaries ; Benjamin Bratt et Michael Keaton dans Un bon flic ; et Ralph Fiennes dans Strange Days. 
En plus d’avoir le rôle principal, Brigitte Bako fait ses débuts d’écrivaine et de productrice exécutive dans G-Spot.
Brigitte Bako a de nouveau travaillé avec David Duchovny dans un épisode de 2007 de la série Showtime Californication.

## Filmographie

### Comme actrice
- 1989 : New York Stories : Young Woman
- 1991 : Un bon flic (One Good Cop) : Mrs. Garrett
- 1992 : Fifteenth Phase of the Moon (TV) : Carolina
- 1992 : Red Shoe Diaries (TV) : Alex
- 1993 : Dark Tide : Andi
- 1993 : I Love a Man in Uniform (en) : Charlie Warner
- 1994 : Replikator : Kathy Moskow
- 1995 : Irving : Nightclub Vampire
- 1995 : Strange Days : Iris
- 1996 : Troubles (Strangers) : Jayce
- 1996 : Gargoyles: The Goliath Chronicles (série télévisée) : Angela (voix)
- 1997 : Double Take : Nikki Capelli
- 1997 : Dinner and Driving : Grace
- 1997 : The Escape (TV) : Sarah
- 1998 : Paranoia : Jana Mercer
- 1998 : Godzilla: The Series (série télévisée) : Monique Dupre (voix)
- 1998 : The Week That Girl Died : Jessie
- 2000 : Primary Suspect : Nikki
- 2000 : Red Shoe Diaries 18: The Game (vidéo) : Alex Winters
- 2000 : Red Shoe Diaries 12: Girl on a Bike (vidéo) : Alex Winters
- 2001 : Wrong Number : Dana Demotte
- 2001 : Sweet Revenge : Macy
- 2001 : Red Shoe Diaries 17: Swimming Naked (vidéo) : Alex Winters (segment "Swimming Naked")
- 2001 : Le Journal intime d'un homme marié ("The Mind of the Married Man") (série télévisée) : Bianca Berman
- 2002 : Red Shoe Diaries 15: Forbidden Zone (vidéo) : Alex Winters
- 2002 : Saint Monica (en) : Icelia
- 2005 : Who's the Top? : Gwen
- 2005 : G-Spot (série télévisée) : Gigi